# 佐賀シティビジョン
佐賀シティビジョン株式会社（さがシティビジョン、SAGA CITY VISION Co.,Ltd.）は、佐賀県佐賀市と小城市と神埼郡吉野ヶ里町の各一部及び神埼市全域をエリアとし、県内で最初に設立された第三セクター方式のケーブルテレビ局である。通称はぶんぶんテレビ。
1988年（昭和63年）11月29日に設立し、1992年（平成4年）7月1日に開局した。

## 概要
デジタル放送は社内に事務所を置き、佐賀県内のケーブルテレビ事業者が共同出資して設立された佐賀デジタルネットワーク社から配信を受けている。また同社は県内にある他のケーブルテレビにも配信している。ただし「平成の大合併」により各エリアは市全域でなく、その一部にとどまる。なお佐賀市については、自治体の有線テレビ事業を業務受託することで実質的に全域をカバーしている。

## サービスエリア
全て佐賀県。
- 佐賀市
  - 市北部の旧富士町・旧三瀬村・旧大和町の一部は 佐賀市有線テレビ の業務受託により一部サービスを利用出来る。
- 佐賀県小城市（旧芦刈町、旧三日月町、旧牛津町、旧小城町の一部）
- 神埼市全域及び神埼郡吉野ヶ里町（一部）
  - 2011年（平成23年）4月1日にサービス開始。

## 主な放送チャンネル

### 地上波系列別再送信局
| NHK-G   | NHK-E   | NNN / NNS | ANN          | JNN         | TXN         | FNN / FNS               | JAITS |
| ------- | ------- | --------- | ------------ | ----------- | ----------- | ----------------------- | ----- |
| NHK佐賀 | NHK佐賀 | 福岡放送  | 九州朝日放送 | RKB毎日放送 | TVQ九州放送 | サガテレビ テレビ西日本 |       |

| NHK-FM  | JFN                | JFL      | MegaNet |
| ------- | ------------------ | -------- | ------- |
| NHK佐賀 | FMS FM FUKUOKA FMK | CROSS FM | LOVE FM |

### テレビ局
配信条件変更により、2010年4月からチャンネルが変更された。デジタルの基本配信チャンネルは佐賀デジタルネットワーク#配信を行っているチャンネルを参照。

#### デジタルで配信していないチャンネル
- 青少年の健全育成の観点から、アダルトチャンネルは一切サービスしていない。
- 他は以下のチャンネルを配信していない。
  - C287 レジャーチャンネル
  - C288 SPEEDチャンネル

#### アナログチャンネル
開局時はテレビ熊本、熊本県民テレビ及び熊本朝日放送の区域外再放送も行っていたが、デジタル化に伴う区域外再放送への規制もあり、後に取り止められた。またこれに伴い、アナログ放送のみのサービスは既に新規申込み受付を終了。
当初は国が要請していた「デジ→アナ変換」による救済放送については実施せず、2011年6月いっぱいでアナログによる放送サービスを完全に終了し、同年7月以降はデジタルサービスに一本化することを決めていた。しかしその後、加入者からの要望が強かったこともあって方針を転換し、デジタルで放送している地上波8局と自主放送の9系統に限り、実施に踏み切った。ただし熊本放送については対象外。その後、2015年3月を以ってサービスを終了し、同年4月以降はデジタルサービスに一本化された。
※は別途契約が必要だったチャンネル（アナログは既に申込み終了）。chが太字斜字の局は「デジ→アナ変換」対象外。
| 物理ch | 放送局                    | 備考                                    |
| ------ | ------------------------- | --------------------------------------- |
| 1      | コミュニティチャンネル    | 自主制作・地域情報                      |
| 2      | ショップチャンネル        |                                         |
| 3      | NHK佐賀総合               |                                         |
| 4      | NHK佐賀Eテレ              |                                         |
| 5      | サガテレビ                |                                         |
| 6      | RKB毎日放送               |                                         |
| 8      | 福岡放送                  |                                         |
| 9      | 九州朝日放送              | デジタル放送のリモコンボタン番号は【6】 |
| 10     | テレビ西日本              |                                         |
| 11     | 熊本放送                  | デジタルは対象外                        |
| 12     | TVQ九州放送               |                                         |
| C13    | NHK BShi                  | 「デジ→アナ変換」、2011年3月終了        |
| C21    | NHK BS1                   |                                         |
| C22    | NHK BS1 (サブチャンネル)  |                                         |
| C23    | WOWOW※                    | デジタルBS191に相当                     |
| C24    | ファミリー劇場            |                                         |
| C25    | 日経CNBC                  |                                         |
| C26    | ゴルフネットワーク        |                                         |
| C27    | 歌謡ポップスチャンネル    |                                         |
| C28    | ディスカバリーチャンネル  |                                         |
| C29    | BBCワールド               |                                         |
| C30    | 時代劇専門チャンネル      |                                         |
| C32    | スター・チャンネルCS※     |                                         |
| C33    | ムービープラス            | デジタルはHD                            |
| C34    | チャンネルNECO            |                                         |
| C35    | スーパー!ドラマTV         |                                         |
| C36    | 衛星劇場※                 |                                         |
| C37    | スペースシャワーTV        |                                         |
| C38    | MUSIC ON! TV              |                                         |
| C40    | FOX                       |                                         |
| C41    | 放送大学テレビ            |                                         |
| C42    | J sports ESPN             | デジタルはHD                            |
| C43    | スカイ・A sports+         |                                         |
| C44    | GAORA                     |                                         |
| C46    | キッズステーション        |                                         |
| C47    | カートゥーン ネットワーク |                                         |
| C51    | グリーンチャンネル※       |                                         |
| C52    | レジャーチャンネル※       | アナログのみ                            |

### ラジオ局
ラジオについては佐賀市有線テレビエリアでも利用できる。AM放送とコミュニティーFM局のえびすFMも配信されている。
kbcラジオやrKBラジオなどは聞くことができない。
データ放送機能で聞くことができます。
| MHz  | 放送局         |
| ---- | -------------- |
| 76.4 | 放送大学ラジオ |
| 79.8 | FMS            |
| 81.0 | NHK佐賀FM      |
| 84.0 | FM FUKUOKA     |
| 84.6 | FMK            |
| 87.1 | Love FM        |
| 87.6 | cross fm       |

### 備考
- 地上波デジタル放送の再送信について
  - 2006年9月1日から、STB経由の放送を行った。同年12月1日からの佐賀県域局の本放送開始に伴って、同年11月5日からパススルー方式による放送が開始された。
  - 県外波再送信については、特例により福岡県の民放のみ認められた。当初はいち早く法的手続きが完了したTVQについてのみ再送信を開始。
  - その後サガテレビと系列の重複が無いRKB・FBS・KBC、サガテレビと同じFNSに属するTNCも順次同意し、2007年1月4日までに試験再放送を開始。同年1月9日、TVQ以外の在福民放の再送信を正式に開始した。
- NHKはテレビ・FMラジオ共に地元佐賀局の放送のみの再送信となっている。
- 放送大学については関東地上波メインチャンネルの内容を再送信するケーブルテレビ配信サービスを利用している為、BS波再送信に切り替えられない限り2018年3月に放送打ち切りとなる。